# Spüligbach (Lenne)
Der Spüligbach ist ein  rechter bzw. nördlicher Zufluss der Lenne im Landkreis Holzminden, Niedersachsen (Deutschland). Der Name leitet sich vom mittelniederdeutschen Wort spölinge „Spülwasser“ ab.

## Verlauf
Das Quellgebiet des Spüligbachs befindet sich in Südniedersachsen am Westrand des Mittelgebirgszugs Ith und dessen westlich vorgelagerter Hochfläche. Es liegt zwischen Bremke im Norden und Dohnsen (beide zu Halle gehörend) im Süden in einem Acker- und Wiesengelände östlich der Landesstraße 588 auf maximal etwa 220 m ü. NHN. 
Der Spüligbach entfließt keiner klassischen Quelle. Seine Wassermengen sammeln sich aus mehreren Rinnsalen aus zumeist feuchten Hangwiesen in einem Wassergraben. Die Quellrinnsale des Bachs vereinigen sich zwischen Dohnsen im Osten und Wegensen (weiterer Gemeindeteil von Halle) im Westen in einer Niederung auf rund 115 m Höhe. 
Der in überwiegend südlicher Richtung verlaufende Spüligbach fließt ab der Vereinigung seiner Quellrinnsale weiterhin durch Acker- und Wiesenland entlang der L 588 nach Halle, wo er von der Bundesstraße 240 überbrückt ist. Ab Halle wendet sich der Spüligbach nach West-Südwesten und verläuft parallel zur B 240 nach Linse, einem östlichen Stadtteil von Bodenwerder, wobei er zwischen dem Kruckberg (269 m) im Nordwesten und dem Tönniesberg (223,5 m) im Südosten hindurchfließt. 
Schließlich mündet der Spüligbach direkt nach Durchfließen der Ortschaft auf rund 93 m Höhe in den aus Richtung Südosten heranfließenden Weser-Nebenfluss Lenne. 